# Каоссара Сані
Каоссара Сані — кліматична активістка із Того. Засновниця організації Africa Optimism і співзасновниця руху Act on Sahel Movemement. 

## Активізм
Живе з матір'ю та двома молодшими братами в Ломе. Не маючи великих статків, вважає хорошу освіту ключем до всього та єдиною зброєю для боротьби зі зміною клімату, яка, поряд з подоланням голоду і несправедливости у світі, є місією Сані.
Сані заснувала програму Africa Optimism, яка має на меті сприяти миру та кліматичним рішенням через освіту, зокрема, оснащення шкільних бібліотек, робить книги доступними та пропагандує читання для молоді, особливо в сільській місцевості. 
Вона є співзасновницею руху Акт про Сахельський рух, що допомагає фермерам у регіоні Сахель, найбільш вразливому регіоні в Африці та світі, адаптуватися до зміни клімату, висаджуючи зелені насадження та забезпечуючи доступ до чистої води. 

Каоссара Сані написала відкритий лист про правосуддя та відновлення після зміни клімату президенту COP26 Алоку Шармі, в якому вимагає кліматичної справедливості для 46 найменш розвинених країн. Вона також закликає багаті країни зняти зростаючий борговий тягар найменш розвинутих країн, надати кліматичні фінанси та технічну підтримку, а також компенсувати їм руйнування їхніх екосистем. Сані вважає, що Африка найменше сприяє зміні клімату, але найбільше постраждала. З її заяви:
"Rich supremacy is killing the planet. Every silence and inaction in rich and industrialised countries for climate is a crime against nature, humanity and a threat to social justice in poor countries."— Greenpeace